# Ausztrál ásólúd
Az ausztrál ásólúd (Tadorna tadornoides) a lúdalakúak (Anseriformes) rendjébe, ezen belül a récefélék (Anatidae) családjába tartozó faj.

## Rendszerezés
Sorolták az Anas nembe Anas tadornoides néven is.

## Előfordulása
A faj Ausztrália endemikus faja. Elterjedési területe szétszórt. A kontinensen a délkeleti részeken honos és előfordul Tasmania szigetén is.
A csapadékviszonyoknak megfelelően rövid vándorlásokat tehet, de nem számít kifejezetten vonuló fajnak. Vonulása során a viharok távolra is sodorhatnak madarakat, így ritkán eljut Új-Zéland szigeteire is, de ott nem fészkel.
Édesvizek mentén élő faj, elsősorban a nagy egybefüggő állóvizeket és a lassan folyó folyókat kedveli. Olykor vizektől távolabb, réteken vagy mezőgazdasági területeken is meg lehet figyelni. Ilyen helyeken is csak akkor marad meg tartósan, ha van állandó víz a közelben.

## Megjelenése
Az ásóludak között nagy termetűnek számít. Testhossza 55–72 centiméter. A két ivar között lényeges mértékű ivari dimorfizmus figyelhető meg. A hím melle világos tojáshéjszínű, feje, szárnya, háta és farka fekete. Lába szürke, szeme barna. Nyugalmi ruhája alig valamivel fakóbb, mint a nászruha. A tojó kisebb testű, mint a hím. Fő megkülönböztető bélyege a szemei körül levő fehér mező. Csőrének töve is fehér.
Mindkét ivarnál látható egy vékony, fehér örv a nyak alsó részén. Ez a tojóknál jóval kevésbé feltűnő, egyes egyedeken teljesen hiányozhat is.
Az ausztrál ásólúd évente kétszer vedlik. Az első vedlés a fiókanevelési időszak után következik be. Ekkor minden szárnyevező tollukat lecserélik a madarak, így röpképtelenné válnak. A második vedlés a z első után fél évvel később következik be. Ekkor csak a kis szárnyevező tollakat cserélik le a ludak, így ekkor nem lesznek röpképtelenek. Ezután két hónappal öltik fel a nászruhájukat.
A fiatal ásóludak hét hónapos korban öltik fel első felnőtt tollazatukat. Ez a tollruha valamivel sötétebb és kevésbé színes, mint az öreg madaraké.
|  |  |

## Életmódja
Tápláléka rákokból, kagylókból, csigákból és magvakból áll, de a szárazföldön legelni is szokott.

## Szaporodása
Szaporodási időszaka az ausztrál tél időszakára esik, március és április hónapokra. Odvakban, elsősorban faodvakban költő faj, de a talajba ásott üregekbe is fészkelhet. Egy-egy jól bevált odút éveken át felkereshet a pár. A tojó 5-14 tojást rak a fészkekbe melyeket egymaga költ ki. A hím ezalatt a közelben tartózkodik és elkíséri a tojót táplálékot keresni, mikor az rövid időre elhagyja a fészket. A fiókák 30-33 napos kotlás után kelnek ki a tojásokból. A fiókák egy-két napon belül elhagyják az odút és ezután mindkét szülő vezeti és védelmezi őket.

## Fordítás
- Ez a szócikk részben vagy egészben  az   Australische Kasarka című német Wikipédia-szócikk ezen változatának fordításán alapul.  Az eredeti cikk szerkesztőit annak laptörténete sorolja fel. Ez a jelzés csupán a megfogalmazás eredetét és a szerzői jogokat jelzi, nem szolgál a cikkben szereplő információk forrásmegjelöléseként.